# Русские в Синьцзян-Уйгурском автономном районе
Русские Синьцзян-Уйгурского автономного района (СУАР) — одно из официально признанных национальных меньшинств СУАР, остатки некогда значительных волн русской эмиграции. Общая численность — 8 935 человек (0,048 % населения). Являются тринадцатым по численности меньшинством СУАР. Основная масса проживает в приилийском городе Кульджа (Инин).

## История и происхождение

### Первая волна 1871—1881
Русские СУАР — потомки нескольких волн русской эмиграции. Первая волна переселенцев (в основном военных) прибыла в СУАР ещё в 1871 году, когда верхнее течение Или вошло в состав Российской империи вместе с главной крепостью — городом Кульджа, населённым в основном уйгурами. Десять лет прямой русской власти создали некую платформу для переселения сюда в будущем нескольких групп русских эмигрантов. В 1879 году, однако, весь Илийский край по Ливадийскому договору был передан Китаю, после чего многие илийские кочевые казахи, оседлые уйгуры (около 45 тыс. чел) и дунгане (около 4,6 тыс.) переселились в русские владения (нынешний юго-восточный Казахстан и северный Кыргызстан), уйдя вслед за русскими войсками.

### Вторая волна 1917—1922
Вторая, более многочисленная волна русских поселенцев состояла из семей белогвардейцев и всех других неприемлющих советскую власть на территории Средней Азии. Однако Москва приняла ряд мер по возвращению переселенцев на территорию СССР. Была объявлена амнистия, распространенная Постановлением ВЦИК от 9 июня 1924 года на рядовых солдат белых армий, ушедших в Монголию и Китай. В 1921—1927 годах из Синьцзяна в Советскую Россию вернулись 17373 человека, хотя доля русских среди реэвакуированных, вероятно, была небольшой (например, с 1 сентября 1926 года по 1 сентября 1927 года консульство СССР в Кульдже реэвакуировало в Советский Союз 1487 человек, в том числе только 43 русских). Реэвакуация продлилась до 1930—1931 годов, когда вышло «Положение о советском гражданстве», предусматривавшее, что восстановление в советском гражданстве осуществляется лишь по Постановлению Президиума ЦИК СССР.

### Третья волна 1930—1940
В тридцатых огромное количество крестьян, в том числе семиреченские казаки, а также большое количество гражданских лиц оказалось в Синьцзяне (как и в Харбине); к концу тридцатых в регионе находилось свыше 50 000 русских эмигрантов. В 1930-е годы в Синьцзяне появилась еще одна значительная русскоязычная колония, состоявшая из советских граждан — специалисты, работавшие на обслуживании советских объектов в регионе. Только на обслуживании построенной в 1937 году дороги Сары-Озек — Ланьчжоу, по которой Китай получал военную помощь от СССР, работали около 4 тыс. советских граждан.

## Современное положение
В китайско-казахском приграничье расположен и некогда знаменитый центр русской эмиграции — Кульджа (Инин), в котором сохранился один из официальных народов региона — русские СУАР. Некоторое количество русских по переписи 2000 года — 2 603 человека (0,13 % населения) было зарегистрировано и в крупнейшем мегаполисе края — городе Урумчи.